# The Kind of Happy One
The Kind of Happy One ist ein Jazzalbum von Marie Krüttli. Die im September 2018 in der Schweiz entstandenen Aufnahmen erschienen 2020 auf dem deutschen Label QFTF.

## Hintergrund
Bereits Marie Krüttlis Debütalbum Kartapousse entstand Anfang 2014 im Trioformat, wobei die Pianistin von Lukas Traxel (Kontrabass) und Martin Perret (Schlagzeug) begleitet wurde. Nach dem Folgealbum Running After the Sun (2016) nahm für das dritte Trioalbum Jonathan Barber den Platz am Schlagzeug ein.

## Titelliste
- Marie Krüttli Trio: The Kind Of Happy One (QFTF – QFTF/161)[1]

1. Back to Blue 7:41
2. Buried Giant 6:17
3. Lichthaus 6:12
4. l'Intrépide 4:44
5. Sad Song 8:23
6. The Kind of Happy One 5:46
7. I Hate to be Taken as a Stupid Person 8:53
8. Poppy Seed 3:59

Die Kompositionen stammen von Marie Krüttli.

## Rezeption

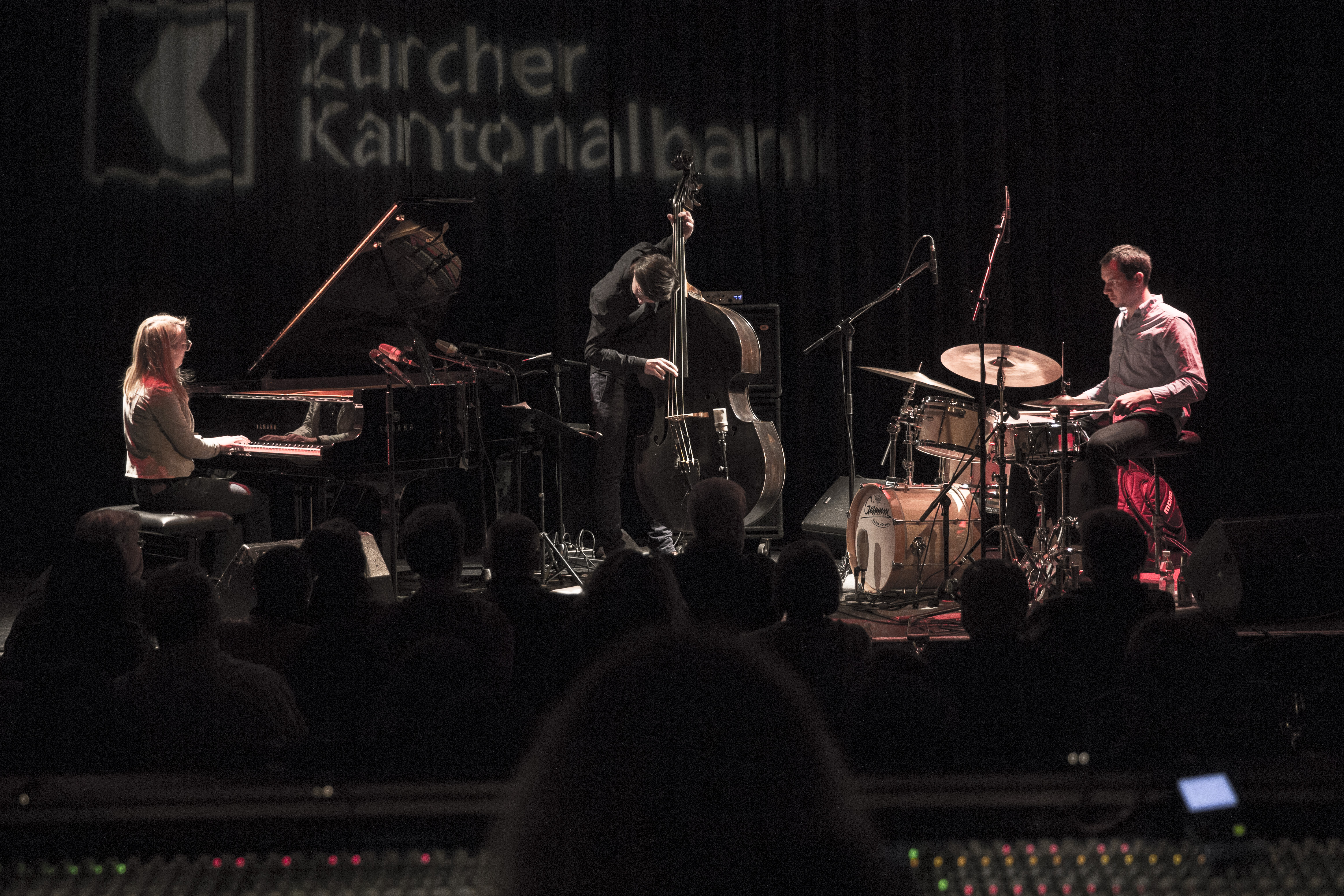
Marie Krüttli (links) mit Lukas Traxel (Mitte) sowie Martin Perret (rechts) 2016

Nach Ansicht von Mike Jurkovic, der das Album in All About Jazz rezensierte, herrsche auf dem Album ein anmutiger und doch experimentierfreudiger Hauch von damals und heute. Es sei eine sich ausdehnende Ruhe, ein einladender Sinn für Befehl und Form von einer jungen Künstlerin, die ihren Platz in der Musik und ihrem langen Erbe finde. Krüttli, klassisch aus dem exoterischen Bereich von Anton Webern stammend, aber mit der ganzen Persönlichkeit und Tonalität von Andrew Hill oder Art Tatum, würde eine unverwechselbare, sich jedoch schnell entwickelnde, emotionale Sprache zeigen, die ganz ihre eigene sei. Sie würde oft hinter dem Beat hervorkommen, um ihn aufzumischen oder mit dem Groove „in See zu stechen“.
Kruttlis Nervosität werde manchmal mit der erfinderischen Freiheit in Verbindung gebracht, die sie sich selbst vorbehalte, meint Nigel Jarrett (Jazz Journal). In „Back to Blue“ würden Bass und Schlagzeug einen einladenden Beat hinlegen, aber Kruttli habe damit bis zum Ende, wenn alle zusammenkommen, nichts zu tun. Dasselbe gelte für „Buried Giant“, mit einem quengeligen Piano, gefolgt von Bass und Schlagzeug, um ein beruhigendes Tempo zu erreichen. Die Äquivalenz in diesem Trio beziehe sich auf die Spannung, die jedes Mitglied als Teil seiner Arbeitsweise akzeptiert, die wiederum von der weitreichenden Spielweise der Bandleaderin abhänge. Es gebe jede Menge physische Energie und Interaktion, nicht aber „soul“ (Seele) mit einem großen S (gemeint ist Soul), wie man die normalerweise verstehe oder erkenne.